# Coupe du monde de skeleton 2016-2017
Navigation
Édition précédente Édition suivante
La coupe du monde de skeleton 2016-2017 est la 31e édition de la Coupe du monde de skeleton, compétition de skeleton organisée annuellement par la Fédération internationale de bobsleigh et de tobogganing.

Elle se déroule entre le 2 décembre 2016 et le 19 mars 2017 sur 8 étapes organisées en Amérique du Nord, en Europe puis en Asie en coopération avec la Coupe du monde de bobsleigh.

## Programme de la saison
| \| Altenberg Königssee Winterberg St Moritz Igls \| Sites des compétitions en Europe |
| Altenberg Königssee Winterberg St Moritz Igls                                        |

| \| Lake Placid Whistler \| Sites des compétitions en Amérique du Nord |
| Lake Placid Whistler                                                  |

## Attribution des points
Les manches de Coupe du monde donnent lieu à l'attribution de points, dont le total détermine le classement général de la Coupe du monde.
Ces points sont attribués selon cette répartition :
| Place  | 1   | 2   | 3   | 4   | 5   | 6   | 7   | 8   | 9   | 10  | 11  | 12  | 13  | 14  | 15  | 16 | 17 | 18 | 19 | 20 | 21 | 22 | 23 | 24 | 25 | 26 | 27 | 28 | 29 |
| ------ | --- | --- | --- | --- | --- | --- | --- | --- | --- | --- | --- | --- | --- | --- | --- | -- | -- | -- | -- | -- | -- | -- | -- | -- | -- | -- | -- | -- | -- |
| Points | 225 | 210 | 200 | 192 | 184 | 176 | 168 | 160 | 152 | 144 | 136 | 128 | 120 | 112 | 104 | 96 | 88 | 80 | 74 | 68 | 62 | 56 | 50 | 45 | 40 | 36 | 32 | 28 | 24 |

## Classement Général
| Rang | Nom                  | Points | Victoire(s) |
| ---- | -------------------- | ------ | ----------- |
| 1    | Martins Dukurs       | 1662   | 4           |
| 2    | Yun Sung-bin         | 1623   | 1           |
| 3    | Alexander Tretiakov  | 1454   | 2           |
| 4    | Axel Jungk           | 1448   |             |
| 5    | Christopher Grotheer | 1425   | 1           |

| Rang | Nom                | Points | Victoire(s) |
| ---- | ------------------ | ------ | ----------- |
| 1    | Jacqueline Lölling | 1591   | 3           |
| 2    | Tina Hermann       | 1493   | 1           |
| 3    | Mirela Rahneva     | 1475   | 1           |
| 4    | Janine Flock       | 1449   | 1           |
| 5    | Elisabeth Vathje   | 1386   | 2           |

## Calendrier
| 1. Whistler (2 au 3 décembre 2016) |                           |                              |                            |
| Épreuve                            | Vainqueur                 | Deuxième                     | Troisième                  |
| Hommes                             | Yun Sung-bin Corée du Sud | Alexander Tretiakov Russie   | Matthew Antoine États-Unis |
| Femmes                             | Elisabeth Vathje Canada   | Jacqueline Lölling Allemagne | Tina Hermann Allemagne     |

| 2. Lake Placid (16 au 17 décembre 2016) |                            |                               |                           |
| Épreuve                                 | Vainqueur                  | Deuxième                      | Troisième                 |
| Hommes                                  | Alexander Tretiakov Russie | Matthew Antoine États-Unis    | Yun Sung-bin Corée du Sud |
| Femmes                                  | Janine Flock Autriche      | Elizabeth Yarnold Royaume-Uni | Mirela Rahneva Canada     |

| 3. Altenberg (6 au 8 janvier 2017) |                                |                         |                       |
| Épreuve                            | Vainqueur                      | Deuxième                | Troisième             |
| Hommes                             | Christopher Grotheer Allemagne | Martins Dukurs Lettonie | Axel Jungk Allemagne  |
| Femmes                             | Jacqueline Lölling Allemagne   | Tina Hermann Allemagne  | Janine Flock Autriche |

| 4. Winterberg (13 au 15 janvier 2017) |                         |                              |                            |
| Épreuve                               | Vainqueur               | Deuxième                     | Troisième                  |
| Hommes                                | Martins Dukurs Lettonie | Tomass Dukurs Lettonie       | Alexander Tretiakov Russie |
| Femmes                                | Elisabeth Vathje Canada | Jacqueline Lölling Allemagne | Mirela Rahneva Canada      |

| 5. Saint-Moritz (20 au 22 janvier 2017) |                         |                              |                        |
| Épreuve                                 | Vainqueur               | Deuxième                     | Troisième              |
| Hommes                                  | Martins Dukurs Lettonie | Yun Sung-bin Corée du Sud    | Nikita Tregubov Russie |
| Femmes                                  | Mirela Rahneva Canada   | Kendall Wesenberg États-Unis | Janine Flock Autriche  |

| 6. Königssee (27 au 29 janvier 2017) |                              |                           |                             |
| Épreuve                              | Vainqueur                    | Deuxième                  | Troisième                   |
| Hommes                               | Alexander Tretiakov Russie   | Yun Sung-bin Corée du Sud | Alexander Gassner Allemagne |
| Femmes                               | Jacqueline Lölling Allemagne | Tina Hermann Allemagne    | Anna Fernstädt Allemagne    |

| 7. Igls (3 au 5 février 2017) |                         |                            |                           |
| Épreuve                       | Vainqueur               | Deuxième                   | Troisième                 |
| Hommes                        | Martins Dukurs Lettonie | Alexander Tretiakov Russie | Yun Sung-bin Corée du Sud |
| Femmes                        | Tina Hermann Allemagne  | Mirela Rahneva Canada      | Janine Flock Autriche     |

| 8. Pyeongchang (17 au 19 mars 2017) |                              |                           |                        |
| Épreuve                             | Vainqueur                    | Deuxième                  | Troisième              |
| Hommes                              | Martins Dukurs Lettonie      | Yun Sung-bin Corée du Sud | Tomass Dukurs Lettonie |
| Femmes                              | Jacqueline Lölling Allemagne | Elena Nikitina Russie     | Kimberley Bos Pays-Bas |